# Historische graafschappen van Wales
De historische graafschappen van Wales vormden de bestuurlijke indeling van Wales tussen 1889 en 1974. De meeste graafschappen zijn echter ontstaan in de dertiende en vijftiende eeuw.
Van de 11e tot het midden van de 19e eeuw waren counties in Engeland, en in zekere mate ook in Wales, administratief voornamelijk opgedeeld in hundreds.
Tussen 1974 en 1996 werden de graafschappen gebruikt die vanaf 1996 bekendstaan als de behouden graafschappen (preserved counties). Deze laatsten worden sindsdien alleen nog maar voor ceremoniële doeleinden gebruikt.
De historische graafschappen zijn:
| 1. Monmouthshire (Sir Fynwy) 2. Glamorgan (Morgannwg) 3. Carmarthenshire (Sir Gaerfyrddin) 4. Pembrokeshire (Sir Benfro) 5. Cardiganshire (Sir Aberteifi) 6. Brecknockshire (Sir Frycheiniog) 7. Radnorshire (Sir Faesyfed) 8. Montgomeryshire (Sir Drefaldwyn) 9. Denbighshire (Sir Ddinbych) 10. Flintshire (Sir y Fflint) 11. Merionethshire (Sir Feirionnydd) 12. Caernarfonshire (Sir Gaernarfon) 13. Anglesey (Ynys Môn) |